# Platorish
Platorish es un género de arañas de la familia Trachycosmidae.

## Especies
- Platorish churchillae Platnick, 2002
- Platorish flavitarsis (L. Koch, 1875)
- Platorish gelorup Platnick, 2002
- Platorish jimna Platnick, 2002
- Platorish nebo Platnick, 2002